# جی. پت امالی
جی. پت اُمالی (انگلیسی: J. Pat O'Malley؛ ۱۵ مارس ۱۹۰۴ – ۲۷ فوریهٔ ۱۹۸۵) آهنگساز، ترانه‌سرا، خواننده و بازیگر اهل بریتانیا بود.
از فیلم‌ها یا برنامه‌های تلویزیونی که وی در آن نقش داشته است، می‌توان به مری پاپینز، سلام، دالی!، لسی به خانه بر می‌گردد، تابستان گرم و طولانی، رابین هود و کتاب جنگل اشاره کرد.